# Себастиан Скиорили
Себастиан Ектор Скиорлили (на испански: Sebastián Héctor Sciorilli) е аржентински професионален футболист, полузащитник, състезател от лятото на 2013 г. на ПФК ЦСКА (София) в българската „А“ ФГ.

## Футболна кариера
Прави своя дебют като 18-годишен, на 8 април 2007 г. с отбора на аржентинския клуб Ривър Плейт, в мача срещу Белграно. Въпреки ранният си дебют, Скиорили не успява да се наложи в първия състав и в крайна сметка изиграва само още четири мача през сезон 2006 – 2007 година. През 2008 г. той е част от отбора, който печели аржентинският шампионат Клаусура, но е бил само резерва в една от срещите на отбора. Същата година е даден под наем на аржентинския Колон де Санта Фе, а през 2009 се присъединява към Чачарита Хуниорс отново под наем.
На 29 декември 2011 г., е обявено, че Скиорили ще премине в бразилската Серия Б, за да играе с екипа на Америка Минейро, под наем за една година, с опция за закупуване на 50% от правата му в края на 2012 година.

### ПФК ЦСКА
На 17 август 2012 г. Скиорили подписва с българския ЦСКА двегодишен договор, но до началото на септември не е картотекиран, поради наказание и забрана за картотекиране в един трансферен период, който клуът получава от БФС. Той прави своя дебют при равенството 0 – 0 като гост на ПФК Черно море (Варна).